# Kurucz Ferenc (labdarúgó, 1978)
Kurucz Ferenc (Békéscsaba, 1978. február 12. –) magyar labdarúgó. NB I-es mérkőzésen nem lépett pályára, bár többször volt nevezve. 
Az 1995 és 1997 között a Csongrád játékosa volt. 1997 nyarán az Újpest játékosa lett, de rögtön kölcsönadták a Szeged Dorozsmának. 1998-ban a Szegedi EAC szerződtette. 1999-ben igazolt Békéscsabára. 2002 első félévében a Kispest játékosa volt, majd visszakerült Békéscsabára. 2003-ban Békéscsabáról a Soroksárra szerződött, ahol eleinte alapember volt, de később kikerült a csapatból. 2007 első felében csapat nélkül volt, majd a Dabas játékosa lett. 2008 januárjában az NB II-es Mezőkövesd csapatához írt alá,  de márciustól már a Dunaújváros színeiben szerepelt.